# Carboxilato reductasa
La carboxilato reductasa (EC 1.2.99.6) es una enzima que cataliza la siguiente reacción química:
Por lo tanto los tres sustratos de esta enzima son un aldehído, un aceptor de electrones y agua; mientras que sus dos productos son un carboxilato y el aceptor reducido.

## Clasificación
Esta enzima pertenece a la familia de las oxidorreductasas, específicamente a aquellas que actúan sobre un grupo oxo o aldehído como dadores de electrones, y utilizando otros aceptores.

## Nomenclatura
El nombre sistemático de esta clase de enzimas es aldehído:aceptor oxidorreductasa. Otro nombre por el cual se la conoce es aldehído:(aceptor) oxidorreductasa.

## Papel biológico
Esta enzima participa en el metabolismo del piruvato. Utiliza un átomo de wolframio como cofactor.